# Liste der tschechoslowakischen Außenminister
Diese Liste der tschechoslowakischen Außenminister listet alle Außenminister der Tschechoslowakei (1918 – 1992) auf. Diese Zeit umfasst folgende Perioden und Staatsgebilde:
- Regierungen der Tschechoslowakischen Republik 1918–1938
- Regierungen der Tschecho-Slowakischen Republik 1938–1939
- Tschechoslowakische Exilregierung in London 1940–1945
- Regierungen der Tschechoslowakischen Republik 1945–1948
- Regierungen der Tschechoslowakischen Republik 1948–1960
- Regierungen der Tschechoslowakischen Sozialistischen Republik 1960–1990
- Regierungen der Tschechischen und Slowakischen Föderativen Republik 1990–1992

## Historische Kurzübersicht
Außenminister in der Tschechoslowakei gab es von 1918 bis 1939 und von 1945 bis 1992. Während des Zweiten Weltkriegs waren dann zweierlei Regierungen im Amt, jeweils mit eigenen Außenministern:
- 1939 bis 1945 Exilregierungen in London, die später völkerrechtlich als eine offizielle Regierung der Tschechoslowakei anerkannt wurde
- 1939 bis 1945 die Regierungen des Protektorats Böhmen und Mähren (unter der Verwaltung des Deutschen Reichs)

Die tschechischen und slowakischen Teilrepubliken der Tschechoslowakischen Sozialistischen Republik (1960–1990) sowie der Tschechischen und Slowakischen Föderativen Republik (1990–1992) hatten zwar eigene Regierungen, aber lediglich die Slowakische Republik (1990–1992) stellte auch eigene Außenminister auf (unter der Bezeichnung „Minister für internationale Beziehungen“).
Die Nachfolgestaaten ab 1993 (Tschechische Republik sowie Slowakische Republik) hatte beide Außenminister.

## Liste der Außenminister
| von - bis                                                                                        | Außenminister         | Partei                                      | Regierung |
| ------------------------------------------------------------------------------------------------ | --------------------- | ------------------------------------------- | --- |
| Tschechoslowakische Republik 1918–1938                                                           |                       |                                             | |
| 14. November 1918 18. Dezember 1935                                                              | Edvard Beneš          | Československá strana národně socialistická | Regierung Karel Kramář, Regierung Vlastimil Tusar I, Regierung Vlastimil Tusar II, Regierung Jan Černý I, Regierung Edvard Beneš, Regierung Antonín Švehla I, Regierung Antonín Švehla II, Regierung Jan Černý II, Regierung Antonín Švehla III, Regierung František Udržal I, Regierung František Udržal II, Regierung Jan Malypetr I, Regierung Jan Malypetr II, Regierung Jan Malypetr III, Regierung Milan Hodža I |
| 1935–1936                                                                                        | Milan Hodža           | Českoslovanská strana agrární               | Regierung Milan Hodža II |
| 29. Februar 1936 4. Oktober 1938                                                                 | Kamil Krofta          |                                             | Regierung Milan Hodža II, Regierung Milan Hodža III, Regierung Jan Syrový I |
| Tschecho-Slowakische Republik 1938–1939                                                          |                       |                                             | |
| 4. Oktober 1938 15. März 1939                                                                    | František Chvalkovský | Českoslovanská strana agrární               | Regierung Jan Syrový II, Regierung Rudolf Beran I |
| Exilregierung in London 1940–1945                                                                |                       |                                             | |
| 21. Juli 1940 5. April 1945                                                                      | Jan Masaryk           | parteilos                                   | Regierung Jan Šrámek I, Regierung Jan Šrámek II |
| Tschechoslowakische Republik 1945–1948                                                           |                       |                                             | |
| 5. April 1945 10. März 1948                                                                      | Jan Masaryk           | parteilos                                   | Regierung Zdeněk Fierlinger I, Regierung Zdeněk Fierlinger II, Regierung Klement Gottwald I, Regierung Klement Gottwald II |
| Tschechoslowakische Republik 1948–1960 und Tschechoslowakische Sozialistische Republik 1960–1990 |                       |                                             | |
| 18. März 1948 14. März 1950                                                                      | Vladimír Clementis    | Komunistická strana Československa          | Regierung Klement Gottwald II, Regierung Antonín Zápotocký |
| 14. März 1950 21. März 1953                                                                      | Viliam Široký         | Komunistická strana Československa          | Regierung Antonín Zápotocký |
| 31. Januar 1953 8. April 1968                                                                    | Václav David          | Komunistická strana Československa          | Regierung Viliam Široký I, Regierung Viliam Široký II, Regierung Viliam Široký III, Regierung Jozef Lenárt |
| 8. April 1968 19. September 1968                                                                 | Jiří Hájek            | Komunistická strana Československa          | Regierung Oldřich Černík I |
| 1968–1968                                                                                        | Oldřich Černík        | Komunistická strana Československa          | Regierung Oldřich Černík I |
|                                                                                                  | Václav Pleskot        | Komunistická strana Československa          | Regierung Oldřich Černík I |
| 1. Januar 1969 9. Dezember 1971                                                                  | Ján Marko             | Komunistická strana Československa          | Regierung Oldřich Černík II, Regierung Oldřich Černík III, Regierung Lubomír Štrougal I |
| 9. Dezember 1971 1988                                                                            | Bohuslav Chňoupek     | Komunistická strana Československa          | Regierung Lubomír Štrougal II, Regierung Lubomír Štrougal III, Regierung Lubomír Štrougal IV, Regierung Lubomír Štrougal V, Regierung Lubomír Štrougal VI |
| 12. Oktober 1988 10. Dezember 1989                                                               | Jaromír Johanes       | Komunistická strana Československa          | Regierung Ladislav Adamec |
| vom 10. Dezember 1989                                                                            | Jiří Dienstbier       | Občanské hnutí                              | Regierung Marián Čalfa I, Regierung Marián Čalfa II |
| Tschechische und Slowakische Föderative Republik 1990–1992                                       |                       |                                             | |
| bis 2. Juli 1992                                                                                 | Jiří Dienstbier       | Občanské hnutí                              | Regierung Marián Čalfa II |
| 2. Juli 1992 31. Dezember 1992                                                                   | Jozef Moravčík        | Bewegung für eine demokratische Slowakei    | Regierung Jan Stráský |